# Джеймс, Роберт

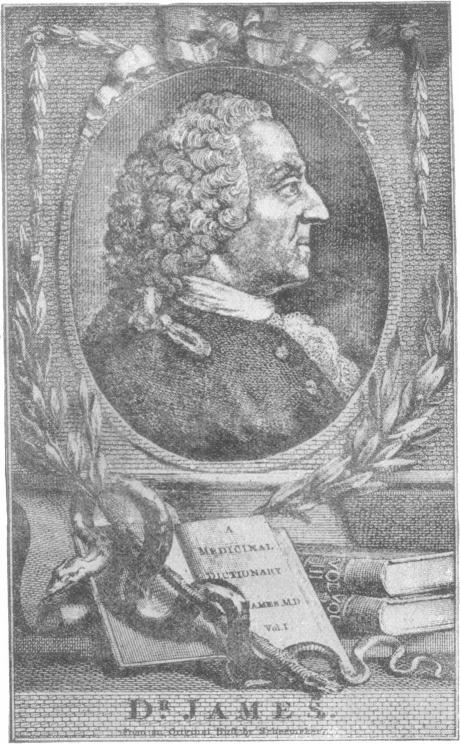
Портрет Роберта Джеймса с тремя томами Медицинского словаря его авторства. Гравюра XVIII века.

Роберт Джеймс (англ. Robert James; 1703 или 1705—1776) — английский медик.
Учился медицине в Оксфорде и Кембридже. Перевёл на английский язык с латыни ряд медицинских трудов, в том числе «Болезни рабочих» (лат. De Morbis Artificum Diatriba) Бернардино Рамадзини. Предложил лечение бешенства препаратом на основе ртути и сурьмы — в работе «Новый метод предотвращения и лечения бешенства, вызванного укусом бешеной собаки» (англ. A new method of preventing and curing the madness caused by the bite of a mad dog; 1743).
Основной труд Джеймса — составленный им «Медицинский словарь» (англ. A Medicine Dictionary; 1743—1745, в трех томах), получивший мировую известность и переведённый на французский язык Дени Дидро и Франсуа-Венсаном Туссеном.